# 波恩
波恩，官方称波恩联邦市（Bundesstadt Bonn），是德國北莱茵-威斯特法伦南部莱茵河畔的一个城市（非县辖城市），位於科隆以南约30公里，科布伦茨以北约60公里，人口約32萬，為德國第19大都市（截至2023年）。曾經為科隆選侯國與西德的首都，至今仍是德國重要的政治中心。
拥有2000年历史的波恩是德国最古老的城市之一，並自1597年起成為科隆選侯國首都至1871年德意志統一為止。古典音樂大家贝多芬在1770年出生於此。1949年德國分裂後，波恩成為联邦德国（西德）的首都，直到兩德統一後國會通過《首都決議》在1999年至2000年還都柏林為止；雖然如此，根據《柏林-波恩法案》，波恩仍然在德國聯邦政府具有重要地位，除了為總統、總理及參議院的第二駐地之外，並有包含6個聯邦部門在內的部分聯邦機構以此為辦公地，這使波恩被認為是德國非正式的第二首都，而有著「聯邦市」的頭銜。
1996年开始，联合国的环境和发展事务组织设置在波恩，2006年11月「UN-Campus」在前政府区正式落成，成为18个联合国关联机构的办公地。除此之外，前政府区目前还设有一些德国大型跨国企业的总部，例如德国电信、德国邮政，以及德国之声和波恩国际会议中心等。

## 地理

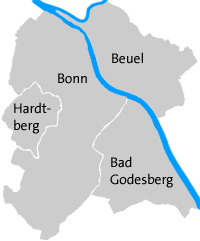
波恩城区图

波恩城区位于莱茵河两岸，锡格河（Sieg）与莱茵河交会处南十几公里的地方。距离科隆市约40公里，距离北威州首府杜塞尔多夫不到100公里。波恩南部是丘陵，北部是平原和谷地。
波恩最高点是Ennert的Paffelsberg，海拔194.8米，最低点是锡格河汇入莱茵河的河口，海拔45.6米。城区范围最大南北方向15公里，东西方向12.5公里。城市边界长度61公里。

### 城区
波恩分成4个大城区，每个大城区下面还有很多更小的部分。每一个城区都有独立的行政部门和长官。

## 历史
在古羅馬時代，羅馬軍隊曾在此城設立兵營，為古羅馬要塞。“波恩”即源自拉丁語“兵營”之意（Bonna）。
至13世紀起，波恩為科隆選侯國首府長達500年。1786年，波恩大學成立，是歐洲最古老的高等學府之一。
1794年被法國佔據，後於1815年併入普魯士。
二次大戰後，德國分裂為東德及西德，德國既有的首都柏林則被東德領土包圍。在曾任科隆市長的西德首任總理康拉德·阿登納的主導下，西德選擇波恩作為實際的政府所在地。當時西德的政治家們做此決定，是希望柏林能在未來德國統一後再成為首都；而臨時首都如果選擇設在法蘭克福、漢堡等大城，可能會使臨時首都「永久化」，從而削弱西德對推動德國統一的支持。
1990年10月兩德統一後，柏林再次成為德國名義上的首都。然而，這一決定並未強制要求國家的政治機構也發生變化。一些人主張將政府所在地遷至柏林，另一些人則主張將其留在波恩——這種情況大致類似於荷蘭，阿姆斯特丹是首都，而海牙是政府所在地。柏林作為統一德國首都的歷史與德意志帝國、魏瑪共和國以及更不祥的納粹德國和普魯士有著密切的聯繫. 人們認為，一個新的和平統一的德國不應該由一個與這種戰爭色彩有關的城市來管理。此外，波恩距離歐洲經濟共同體總部布魯塞爾更近。前西德總理兼西柏林市長維利·勃蘭特在辯論中聲稱法國在解放後不會保留維希政府席位，這對西方盟國造成了極大的冒犯。
由此引發的激烈辯論在1991年6月20日才由德國聯邦議院解決。聯邦議院以338票對320票投票決定將政府所在地遷至柏林。投票在很大程度上是按地區劃分的，南部和西部的立法者支持波恩，而北部和東部的立法者則投票支持柏林。它也打破了世代界限；對柏林過去的輝煌記憶猶新的年長立法者青睞柏林，而年輕的立法者則青睞波恩。最終，東部新聯邦州立法者的投票使天平傾向於柏林。1991年6月20日，聯邦議院作出《首都決議》，把國會及大部分行政機關陸續由波恩遷往柏林，但部分聯邦機關續留於波恩，於1999年至2000年執行。

## 徽章

波恩徽章

波恩市的徽章上半部分是一个银底黑色十字，是原科隆城贵族的象征，这说明历史上波恩受科隆贵族管辖，是科隆望族的领地。下半部分为红色背景金色狮子。红底金狮是以前波恩法院的标志。
狮子雕像从中世纪到侯爵时代晚期矗立在明斯特广场，也就是现在的贝多芬纪念碑所在地。这个广场是以前波恩市民集会的地方，狮子雕像现在放在波恩议会大厅。
经过科隆政府主席1971年7月8日授权，波恩获得该徽章。

## 气候
| 波恩                                                           | 波恩        | 波恩        | 波恩        | 波恩        | 波恩        | 波恩        | 波恩        | 波恩        | 波恩        | 波恩        | 波恩        | 波恩        | 波恩          |
| 月份                                                           | 1月         | 2月         | 3月         | 4月         | 5月         | 6月         | 7月         | 8月         | 9月         | 10月        | 11月        | 12月        | 全年          |
| -------------------------------------------------------------- | ----------- | ----------- | ----------- | ----------- | ----------- | ----------- | ----------- | ----------- | ----------- | ----------- | ----------- | ----------- | ------------- |
| 平均高温 °C（°F）                                              | 4.7 (40.5)  | 6.1 (43.0)  | 9.9 (49.8)  | 14.1 (57.4) | 18.6 (65.5) | 21.8 (71.2) | 23.2 (73.8) | 22.8 (73.0) | 19.8 (67.6) | 14.7 (58.5) | 9.0 (48.2)  | 5.8 (42.4)  | 14.2 (57.6)   |
| 日均气温 °C（°F）                                              | 2.4 (36.3)  | 2.8 (37.0)  | 6.3 (43.3)  | 9.7 (49.5)  | 14.0 (57.2) | 16.7 (62.1) | 18.8 (65.8) | 18.3 (64.9) | 14.6 (58.3) | 10.5 (50.9) | 6.2 (43.2)  | 3.1 (37.6)  | 10.3 (50.5)   |
| 平均低温 °C（°F）                                              | −0.6 (30.9) | −0.4 (31.3) | 1.6 (34.9)  | 4.5 (40.1)  | 8.1 (46.6)  | 11.3 (52.3) | 13.0 (55.4) | 12.5 (54.5) | 10.0 (50.0) | 6.4 (43.5)  | 3.2 (37.8)  | 0.6 (33.1)  | 5.9 (42.5)    |
| 平均降雨量 mm（）                                              | 61.0 (2.40) | 54.0 (2.13) | 64.0 (2.52) | 54.0 (2.13) | 72.0 (2.83) | 86.0 (3.39) | 78.0 (3.07) | 78.0 (3.07) | 72.0 (2.83) | 63.0 (2.48) | 66.0 (2.60) | 68.0 (2.68) | 816.0 (32.13) |
| 月均日照時數                                                   | 51.0        | 76.0        | 110.0       | 163.0       | 190.0       | 195.0       | 209.0       | 194.0       | 141.0       | 104.0       | 55.0        | 41.0        | 1,529         |
| 来源1：德国气象局 (Bonn-Rohleber, period 1971– 2010)           |             |             |             |             |             |             |             |             |             |             |             |             |               |
| 来源2：Climate-Data.org, high and low averages (altitude: 64m) |             |             |             |             |             |             |             |             |             |             |             |             |               |

## 宗教

### 基督教
基督教是波恩的主要宗教。波恩市擁有為數不少的教堂。早於16世紀初期，波恩是宗教改革最早的城市之一。到1543年路德教会已经占据主要地位，但是之后不久在Wittelsbacher支持下，天主教會重新掌权。通过反宗教改革运动，天主教重新完全控制了波恩。教会在那时规划了今天波恩的4个城区：Bonn-Mitte/Süd, Bonn-Nord, Bad Godesberg和Bonn-Beuel。市区天主教主教堂是明斯特教堂。天主教徒的数量从数十年前，在1960年代世俗化後开始持续下降。1999年有45％的波恩市民是天主教徒，远远少于1925年，那时有甚至超过80％的居民是天主教徒。
世俗化运动后（1803年）不久，1816年一个普鲁士地区属于莱茵省教会的新教教会建立起来。1895年波恩可以建立自己的教区，就是今天的莱茵地区新教教会。在这个教会把所有波恩城区的教会统一起来。波恩教区除了波恩市区的会众还要管理Bornheim和Hersel的会众。1945年后随着联邦政府大量雇员到来，新教教徒数量有所上升，现在稳定在大约25％（1999年）。
除了这两个大教会之外，在波恩还有如Freikirche等其他的基督新教团体和教会。

### 犹太教
波恩犹太教会的历史可以回溯到中世纪。希伯来文塔木德经书和诗集《Efraim bar Jakob》是波恩犹太人生活的见证。過去猶太人在波恩並不受歡迎。1288年另一场屠杀导致100名犹太市民被杀。19世纪犹太人在波恩人口中占到多于2%，1879年在莱茵河岸一所新的犹太教堂建成。此教堂在纳粹时期被烧毁。现只剩下很小的一部分地基。
超过700名犹太人在纳粹黨統治下惨遭杀害。第二次世界大战以后只剩下很少的犹太人。1959年5月26日在现在的Tempel街一所新的犹太教堂建成。1970年的犹太教会有159名成员。这一数字因为从前苏联返回的部分信徒而显著增加。到2001年接近900人。

### 伊斯兰教
在波恩有约1万8千多土耳其人、阿拉伯人等來自中东的移民居常住。（来源：波恩每月数据- 5/2003）作为穆斯林，他们占到约1/3在波恩生活的外国移民，比例略少于全部德國穆斯林的6%。他们大多作为原中东国家驻西德首都领馆工作人员来到波恩或为在波恩工业区的劳动力。波恩共有4座清真寺（2005年3月）供他们祷告、布道。

## 政治
波恩市议会由66名议员组成。直選产生的市长拥有表决权，主持所有会议。
2004年地方选举当前波恩议会组成如下：德国基督教民主联盟（25人）、德国社会民主党（19人）、德国绿党（11人）、德国自由民主党（6人）、波恩市民联盟（3人）和无党派（2人）。

## 经济

### 企业
驻在波恩的主要企业：
- Bonnfinanz
- 德国邮政：德国国有邮政企业
- 德国邮政银行：德国邮政下属银行
- 德国电信：德国最大的电信公司之一
- T-Mobile：德国电信下属企业，提供移动通讯业务
- 国际公平贸易标签组织
- 德国凤凰电视台和WDR-波恩办事处
- 哈瑞寶（HARIBO）：軟糖熊的創始者
- 穆勒电气公司（Moeller GmbH）
- SolarWorld：太阳能发电设备制造商
- Tank & Rast AG
- Toll Collect：公路收费管理公司
- Verpoorten

### 人力市场
联邦政府迁至柏林以后波恩的劳动市场经历了很大的结构变化。到上世纪90年代为止，波恩还是以行使政府职能为主，现在则转变为重点发展服务领域、科研领域和通讯领域的就业机会。
总体来说，波恩在经济和人力市场的转型是成功的。多年以来，波恩都是北威州失业率最低的城市之一（2006年10月：7.7%）。

## 文化和古迹

### 狂欢节
波恩该算作莱茵狂欢节的中心，尽管人们一直只把它当成更大的科隆狂欢节的影子。莱茵狂欢节开始于每年11月11日11点11分，在波恩明斯特广场会有盛大的开幕仪式。从这天开始大家除了准备圣诞节，也开始着手明年的狂欢节了。另外圣诞节市场差不多在这个时候开始卖东西了。
妇女节是在玫瑰星期一的前一个周的星期四，另外还有妇女节星期六。（注：狂欢节的妇女节跟3月8日国际劳动妇女节没有任何关系，而且各个国家的妇女节一般不在3月8日这一天。）在妇女节这天，妇女们聚集到Beuel的议会大楼，把里面的所有男人都赶出来，然后妇女们会得到议会大楼的钥匙，这一天的执政工作就跟男人没有任何关系了，另外妇女们手里都有剪刀，见到如果有人打着领带就会上前把领带剪成两截。妇女节这一天夜晚在Beuel的议会楼洗衣公主会掌握大权。波恩旧议会楼在“狂欢节星期日”会被城市士兵占领。
波恩狂欢节的高潮也是玫瑰星期一。这一天会有十分盛大的游行活动，装扮鲜艳的花车和各种角色沿着街道缓慢前进，向路边围观的人扔各色的糖，小礼物。很快就能收集到很多东西。各个行政区都会有游行活动。区域内的更小城镇都有自己的游行队伍，乐队。在队伍行进期间演奏大家十分熟悉的狂欢节歌曲。

### 剧院
- 波恩Kinemathek
- 波恩面包厂剧院
- Contra-Kreis-Theater
- 欧洲戏剧中心
- Junges Theater Bonn
- Bad Godesberg小剧院
- 貝多芬音樂廳
- Pantheon剧院
- 波恩剧院（歌剧，表演）

在波恩Endenich的Frongasse聚集着比较著名的私人小剧院，这里是德国试验戏剧的重要舞台，好几部著名的戏剧都是从这里诞生的。
- Rex电影院
- Ballsaal剧院
- Springmaus剧院

### 博物馆

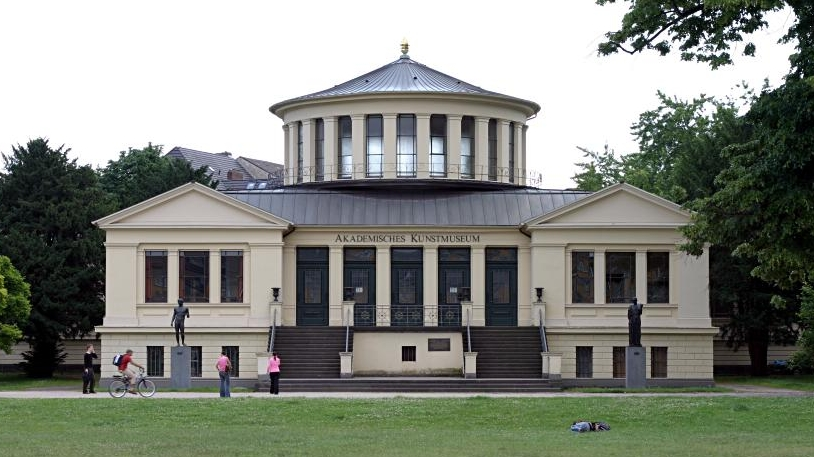
学术艺术博物馆（波恩大学）

波恩拥有很多重要的博物馆。德意志联邦共和国艺术和展览中心（联邦艺术大厅）和德国历史博物馆自从开放就是德国最主要的十个博物馆之一。对面每年都要轮番举办很多展览的联邦艺术博物馆每年吸引超过50万人访问。这两个博物馆与市立波昂美術館和有悠久传统的国王博物馆在1980年代就被合成为博物馆区。
聯邦德國歷史博物館展示德國1945年以來的歷史。展覽包括自二次大戰以後德國被分割為東德及西德及有關柏林圍牆和1990年兩德統一等等的歷史，是德國遊客最多的博物館之一。
很多著名人士曾经出生生活或者去世的地方都变成了博物馆。例如贝多芬故居，August Macke故居和音乐家舒曼故居。
波恩大学作为波恩市最大的综合大学拥有不少博物馆和收藏。
- 学术艺术博物馆就是大学的考古收藏，里面陈列了很多古希腊罗马时代的雕塑复制品，对学习艺术和绘画的学生免费。
- 计算博物馆是一个讲述人类从手工計算到机械到电子计算發展历程的博物馆。
- 植物学花园位于波恩前选后宫Poppelsdorf宫附近，在这里模拟热带雨林气候，种植了世界上最大的泰坦魔芋花。
- 波恩大学埃及博物馆则展示了该大学埃及考古和研究的发现和文物。
- 波恩大学麻醉博物馆位于大学附属医院，展示了人类麻醉学的发展历程。

建于1981年拥有30年历史的妇女博物馆是第一个名字与主要展览对象一致的博物馆。妇女博物馆致力于展现妇女在社会中、艺术上等方面的贡献。至今妇女博物馆已经举办超过400场展览，他的主题和内容引起世界的关注。
1995年至2003年改建的莱茵州立博物馆－波恩展出莱茵地区自早期的艺术和艺术史。1995年开放的德意志博物馆波恩分馆专注于1945年以后德国技术和科学研究。

### 建筑
- 波恩大教堂

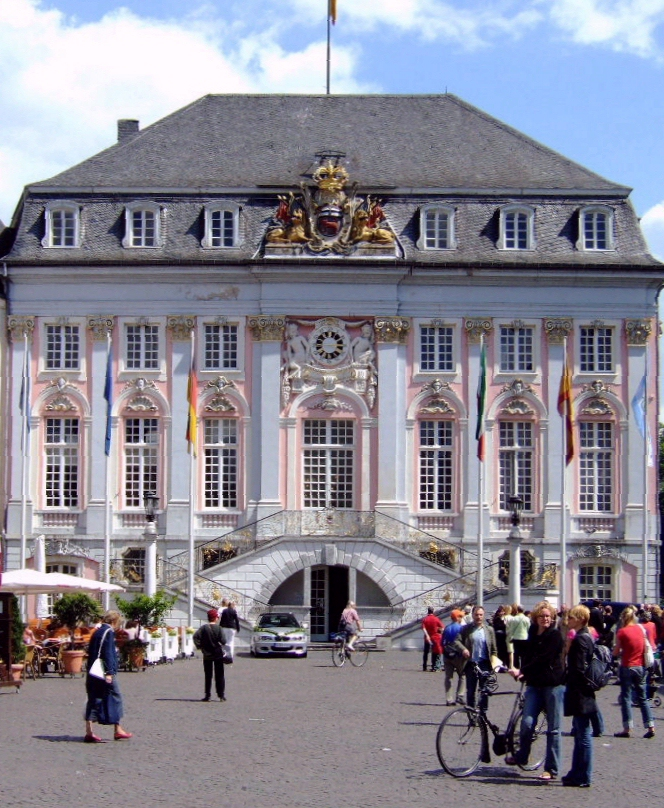
老市政厅

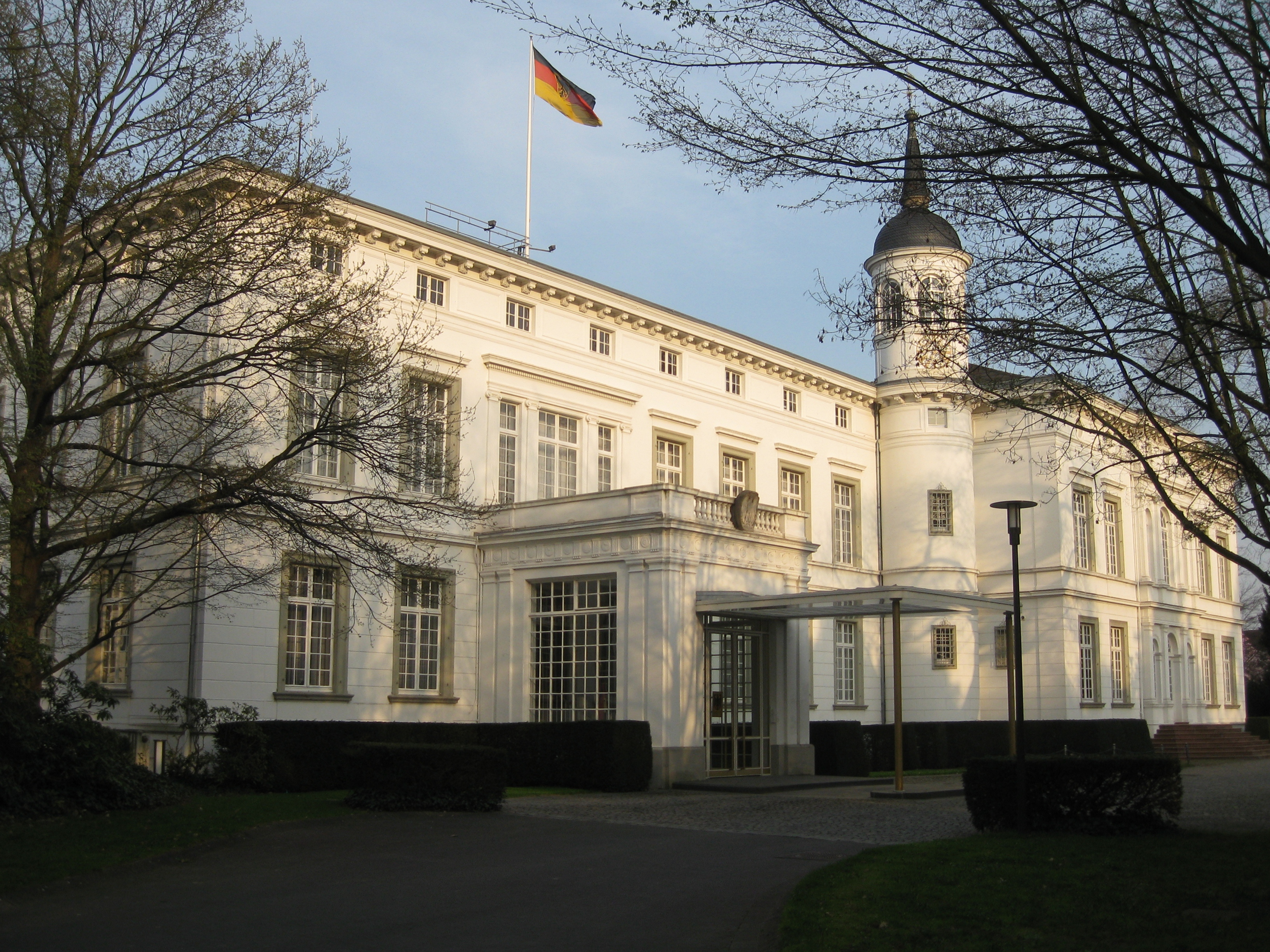
紹姆堡宮，1949年至1976年為德國總理府所在地，2013年起成為德國總理第二官邸

- 旧海关，Altzoll - 是莱茵河边以前的一个防御工事
- 老市政厅，建于1737 洛可可风格，城市象征
- 选候宫，现在是波恩大学的主楼。
- 泡波尔斯多夫宫Poppelsdorf Schloss -科隆选候修养地，与波恩大学主楼－城市宫通过一条林荫大道遥遥相望
- Doppelkirche建于1151年，地点在Schwarzrheindorf
- 星星门（Sterntor） - 原来位于通向和平广场的星星街上，因为1900年左右修建有轨电车路轨被拆除，在市民强力的呼吁下，从残余的旧城墙到Bottler广场几十米这一段被重建。在菜市场东南角上的街上有一段纪念文字和说明。
- Remigius教堂 - 也就是Brüder小巷里的Brüder教堂。广场上的老Remigiu教堂被烧毁后，Brueder教堂就开始用这个名字了。
- 舒曼故居，是音乐家舒曼逝世的地方位于波恩Endenich，现在是波恩市音乐图书馆。市民可以从那里借阅CD和录音带。
- 旧公墓 - 很多历史人物的安身之地，如贝多芬的母亲、舒曼和克拉拉·舒曼。
- 十字山朝聖教堂 - 由Christoph Wamser建于1627/28年，靠近Poppelsdorf前选帝候的行宫。主教克雷門·奧古斯特（Clemens August）於1746-1751年擴建聖階（Heiligen Stiege），此聖階由德巴洛克建築師約翰·巴塔薩·紐曼所設計。
- Godesburg城堡遗址，位于城区Bad Godesberg的山顶。
- Godesberg议会楼 - 6个相连的建筑，179波恩2/3由Kurfürst Max Franz为短期访客作为客房建造。
- La Redoute位于城区Bad Godesberg - 前小剧院，建于1790-1830,今天是艺术博物馆的特别部分
- 联邦大楼 - 前教育学院，1948起先后由聯邦德国国会参议院、联邦议院使用。80年代晚期被新建筑代替，政府搬迁柏林后由国际会议中心（IKBB）使用。
- 自来水厂 - 历史中的自来水厂在两德分离时期，在联邦大楼改建期间作为议院大厅使用。现在属于IKBB
- Schürmann-Bau - 德国之声广播大楼，原计划作为备用办公楼，但在建造期间遭遇1993年莱茵溢洪严重破坏。
- 邮政大厦，德国邮政总部，北威最高的写字楼。
- 西德广播电台（WDR）在波恩维纳斯山的发射台－提供数字和模拟无线广播

### 其他休闲场所

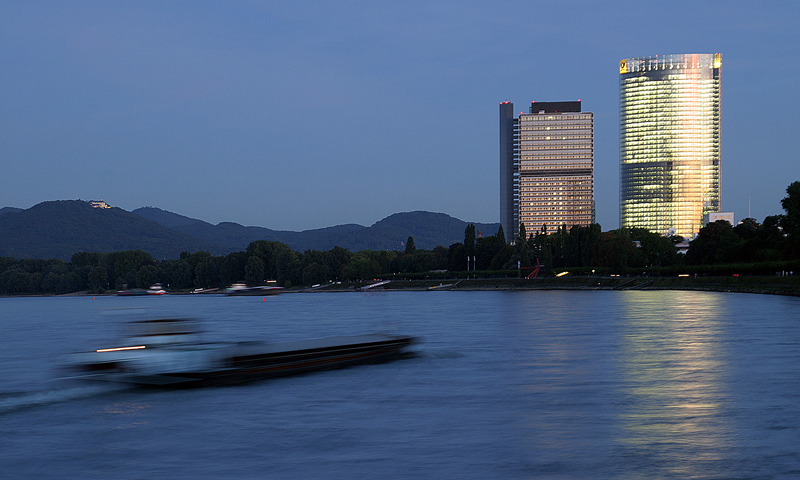
从波恩远眺Sieben山脉

- 莱茵公园 - Rheinaue，休闲和节日用地，除了大片的绿地、人工湖以外，莱茵公园还有一个供极限运动爱好者练习的小场地。莱茵公园是波恩比较著名的文化活动场所。除了每年4月－10月的跳蚤市场，和复活节后的莱茵焰火节，很多活动也会在这里开展，例如夏季的音乐节，周末个人组织的烧烤活动。
- Siebengebirge在波恩郊外，这个天然公园提供很很多美丽的漫步小路和眺望城市的地方。

### 定期举行的活动
- 贝多芬音乐节
- Biennale Bonn
- Rheinauen跳蚤市场 - 4月－10月每月第三个星期六莱茵河西岸，肯尼迪大桥南
- 莱茵焰火节 - 5月第一个周末在Rheinaue
- 莱茵文化节 -"Umsonst und draußen"露天音乐节在Rheinaue。一般7月第一个周末
- 跳蚤市场年市 - 每年的年市-9月第二个周末

## 体育
- 羽毛球俱乐部Beuel - 德国冠军2004/2005赛季
- BG Rentrop波恩 - 篮球全国女子联赛
- 波恩足球运动俱乐部（乙级队）
- SSF Bonn - 波恩最大的俱乐部
- 波恩电信篮球队 - 篮球-全国联赛

## 交通

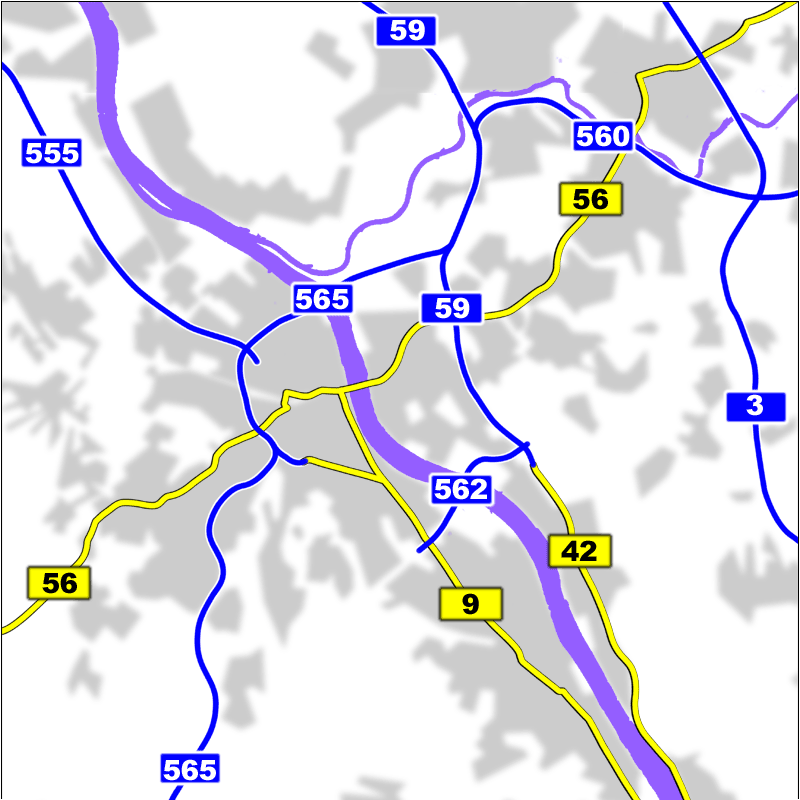
波恩区域内高速公路

高速公路A59,A555,A562,A565贯穿波恩，另外国家公路B9和B56连接全国公路网。
波恩火车总站是德国铁路公司在莱茵段（科隆-波恩-科布伦茨-美因茨）的远程站。Siegburg/Bonn火车站（莱茵河东岸）位于新建的城市快车线科隆－法兰克福段上。66号线每10分钟发出一班，从波恩火车站需要20分钟到达Siegburg火车站，但是从Siegburg到法兰克福机场只需要39分钟。波恩范围内有6个火车站，它们是波恩火车总站，Bad Godesberg,Beuel,Duisdorf,Mehlem等，连接着四通八达的交通线路，每一小时往科隆方向莱茵河左岸有5趟车（区域快车Emerich开往Koblenz的RE5,区域火车科隆Deutz开往KoblenzRB26,区域火车Wuppertal开往波恩MehlemRB48，一趟IC，一趟ICE），右岸有2趟，科不伦兹方向左岸右岸各右2趟。除此之外还有南部线路经过Remagen开往Ahrtal.还有15分钟一趟的经过莱茵区间车开往小城Euskirchen。
波恩城市公共事业公司（SWB）运营的城市铁路/有轨电车网有6条线路，差不多每10分钟就有一班，夜间线路2002年也建立起来。除了市内线路以外，波恩城市铁路还能到达周边城镇如Siegburg,圣奥古斯丁,Königswinter和Bad Honnef（66號線）。每隔差不过20分钟就有从波恩开往科隆，一条（18号线）经过Brühl，另一条（16号线）经过Wesseling。
波恩还有一个有大约30个线路的稠密的公共汽车网，最长每隔20分钟发出一班车。某些站点每个5分钟就有一班车经过。经过2002年的听证会，晚点的现象很大程度上得到改善。除此之外还有条线路在午夜时间以后按小时发车。夜间公交网以赞助商的名字命名，也就是说每一个线路都有一个赞助商的名字，全天运营的公共汽车就成了承载活动广告的媒介。
1994年到1999年之间波恩自行车线路网大规模改建，一些自行车线路在此期间被取消，尽管如此波恩还是冠以北威州自行车友好城市之名。
波恩的公共汽车与科隆地区的统一编号，他们同属于一个大公交运营区——VRS。大学生凭学生证可以免费乘坐，在公共假期和工作日19点以后，凭学生证或者工作月票还可以免费带一个成年人或者2个14岁以下儿童以及一辆自行车同行。

## 媒体
日报
- 波恩汇报
- Bonner Rundschau - 本地报纸，属于科隆Rundschau
- 波恩快报 - 快报

城市杂志、画报
- Die Schnüss - 波恩的城市杂志- 月刊

广播
- 波恩/莱茵－Siegen广播电台 - 本地广播电台也播送北威广播电台的压轴节目
- 德国之声 -德国之声 （页面存档备份，存于）总部设在波恩。

## 公共教育

### 教育和研究

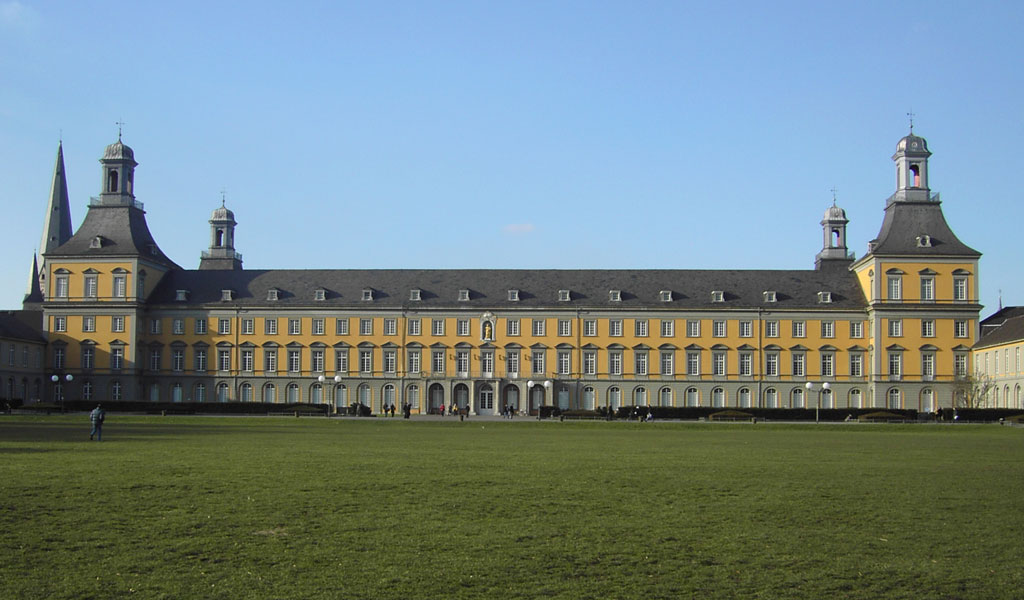
波恩大学主楼

- 波恩大学（Rheinische Friedrich-Wilhelms-Universität Bonn）于1777年成立（建制为学院），1798年关闭。1818年重新开放之后成为德国最大的大学之一。加上大学附属的医院，波恩大学是波恩市提供就业机会最多的雇主之一。
- 波恩-莱茵-锡格应用技术大学（Fachhochschule Bonn-Rhein-Sieg）建于1995年。尽管以波恩冠名，但是不在波恩区域内，它的校区在圣奥古斯丁，更确切说是Rheinbach和Hennef。
- 波恩公共图书馆专科学校：这所学校1921年由Borromäus协会创建，1947被北威州政府承认。1982开始启用现在的名字。
- 公立公共事务专科学校（Fachbereich Auswärtige Angelegenheiten）：全国范围为公务员进修教育设立的学校。主要校区位于波恩Brühl。波恩有专业。其他的校区位于以下城市曼海姆、罗斯托克、Schwerin和吕贝克。
- 德意志学术交流中心（DAAD）：德国主要的对外学术交流机构。
- 马克斯·普朗克学会（Max-Planck-Gesellschaft zur Förderung der Wissenschaften e.V.）数学研究所
- 马克斯·普朗克学会射电天文学研究所
- 马克斯·普朗克学会项目组（Recht der Gemeinschaftsgüter）
- Volkssternwarte Bonn
- 凯撒研究中心

### 国际和政府机构

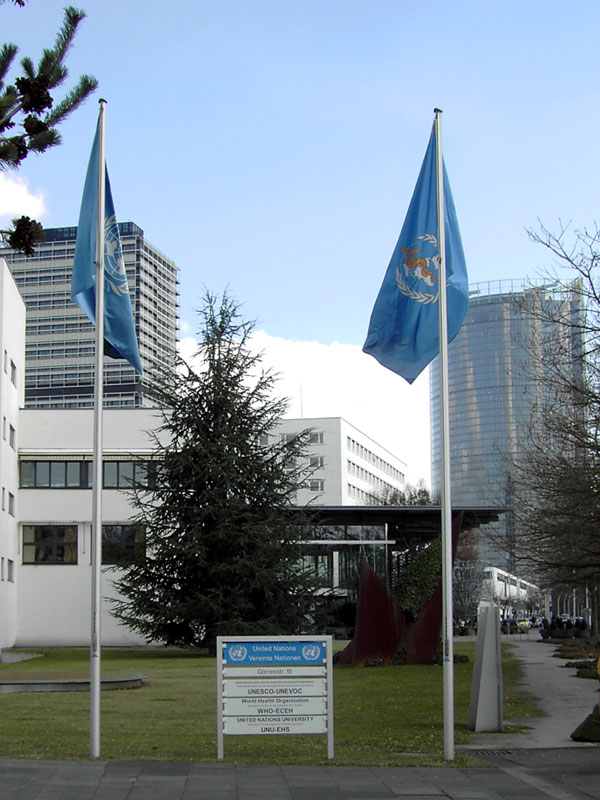
波恩的联合国机构驻地

1996年起，波恩有了“莱茵河畔的联合国城”的称号，联合国13个机构的600名人员在此办公，今后还会上升到1000人。这些机构的工作重点在于地球的可持续发展，办公地点在原德国联邦议会的议员办公楼（现在改建成专供联合国机构办公的"UN-Campus"）。
联合国的落户，使得波恩成为许多其它国际机构和非政府机构也乐于在此安家，其中有相当比例的从事发展中国家援助的机构，因为德国联邦政府的经济合作与发展部仍然留在波恩。

### 联邦城市
波昂在兩德分裂時期是联邦政府机构、各国驻德使馆所在地，東德（德意志民主共和國）甚至也在此設有常駐代表處。1990年統一、大部分聯邦部門和各國大使館迁到柏林後，根据联邦议会通过的“柏林/波恩法案”，六个联邦部門依旧留在波恩，在柏林的联邦工作人员的数量也不得超过波恩。另外，一些联邦机构也从其它城市迁至波恩，例如德国专利局和联邦审计局。德国电信、德国邮政和邮政银行的总部也以法律形式确定设在波恩。
依旧留在波恩的六个联邦部門分别是：
- 国防部
- 经济合作与发展部
- 食品及农业部
- 環境、自然保育及核能安全部
- 卫生部
- 教育与科研部

## 人物
著名音乐家贝多芬1770年出生于“波恩巷”（Bonngasse）的一幢民居，这里至今仍然吸引着无数的游客。音乐家舒曼在Endenich（现属波恩）度过了人生中的最后几年，并于1856年在此去世。他和他的妻子克拉拉·舒曼葬于波恩市中心的公墓（Bonner Altfriedhof）。

## 友好城市
波恩市和波恩各个区与一以下城市是姊妹城市关系:
- 牛津（英国）, 1947
- 貝爾法斯特（英国）
- 特拉维夫（以色列）,1983
- 波茨坦（德国）1988
- 布达佩斯（匈牙利）, 1991
- 奥波莱（波兰）, 1997友好城市,1954年建立援助关系

城区Bad Godesberg与以下城市保持友好往来
- 圣克卢（法国）
- 弗拉斯卡蒂（意大利）

城区Beuel和Hardtberg与法国的Mirecourt和Villemomble保持友好往来。

### 友好项目
除了友好城市波恩与以下城市还有"主题和项目合作"：
- 乌兰巴托（蒙古）
- 明斯克（白俄罗斯）
- 布哈拉（乌兹别克）
- 成都（中华人民共和国）
- 拉巴斯（玻利维亚）